# Deutschland (1916)
Deutschland var en tysk handelsubåt, byggd 1915-16, med 1 900 tons deplacement och 29 mans besättning. Deutschland genombröt 1916 den brittiska handelsavspärrningen av Tyskland och fullbordade under kapten Königs befäl två handelsresor till USA. 1917 omändrades Deutschland till krigsfartyg och deltog tillsammans med ett tiotal andra så kallade ubåtskryssare i handelskriget mot ententen på avlägsnare farvatten med 70-90 dagar kryssningar. Vid fredsslutet 1919 levererades Deutschland till Frankrike.